# Pablo Antón Marín Estrada
Pour les articles homonymes, voir Estrada.
Pablo Antón Marín Estrada (Sama (en), Langreo, 1966) est un écrivain espagnol écrivant en asturien.
Formé en philologie, il est membre de diverses organisations qui promeuvent la langue asturienne. Il est le fondateur de l’association littéraire El sombreru de Virxilio. Il habite à  Gijón.

## Œuvre
- Blues del llaberintu (1989)
- Les hores (1990)
- Xente d'esti mundu y del otru (1992)
- Esa lluz que nadie nun mata (1995)
- Agua que pasa (1995)
- Un tiempu meyor (1996)
- La ciudá encarnada (1997)
- Nubes negres (1998)
- Otra edá (2000)
- Los baños del Tévere (2003)
- Animal estrañu(2010)
- Despidida 2011 (2011)

## Prix
- Abril de narrativa para jóvenes (2000). Il a été le premier espagnol à gagner un prix national pour un roman écrit complètement en asturien.